# クランキーチョコレート
クランキー（チョコレート）はロッテが製造販売するチョコレート。キャッチフレーズは「サクサクッとかる〜いおいしさの定番チョコ」。定価は味により異なる。

## 概要
1974年（昭和49年）9月発売開始。
麻袋をモチーフにしたパッケージは、30年経った今もほとんど変わっていない。サクサクッと軽いモルトパフとなめらかなミルクチョコレートとのバランスが売り。

## 商品ラインナップ
- クランキー

30年間多くの人に愛された味
- クランキーエクセレント

食べやすいサイズで分けやすい。28枚入り。
- クランキーキッズ

サクサクとした食感をアップ。
- クランキーポップジョイ（CVS用）

サクサクとした食感をアップ。
- クランキー＜宮崎メロン＞

新商品。2008年（平成20年）4月22日発売開始。宮崎県と正式タイアップ商品の1つ。東国原英夫知事（当時）のイラストがパッケージに入っている。
- クランキー：ビター
- クランキー：苺のチーズタルト
- クランキー：メープルシュガーラテ
- クランキー：クッキー&クリーム
- クランキー：ソフトクリーム工房
- クランキー：ショコラタルト
- クランキー：和栗
- クランキー：抹茶
- クランキー：抹茶＆クッキー
- 悪魔のクランキー（2023年3月28日発売）[1]

## 過去に発売された商品
- クランキー：カフェラテ

## CM出演者
- 草刈正雄
- 中居正広
- KAT-TUN
- 浅田真央
- BTS